# Dimitrios Petrokokkinos
Dimitrios Petrokokkinos (n. 17 aprilie 1878, Greater London, Anglia, Regatul Unit al Marii Britanii și Irlandei – d. 10 februarie 1942, Cape Town, Uniunea Africii de Sud) a fost un jucător de tenis grec, medaliat olimpic. A participat la 1 ediție a Jocurilor Olimpice (1896) în care a câștigat 1 medalie de argint.

## Participări
Lista de mai jos prezintă principalele competiții la care a participat Dimitrios Petrokokkinos de-a lungul carierei.
- Antisfairisi stous Therinoùs Olympiakoùs Agones 1896 - Diplό andron[*]